# 島根県道277号多伎江南出雲線
島根県道277号多伎江南出雲線（しまねけんどう277ごう たきこうなんいずもせん）は、島根県出雲市を通る一般県道である。

## 概要
出雲市多伎町久村から出雲市枝大津町に至る。
国道9号旧道を踏襲して認定された路線だが、以前に比べて出雲市西新町 - 出雲市今市町間で大幅な付け替えが行われ、すすべてが国道9号旧道を通るというわけではない。
路線名称およびJR西日本山陰本線の駅名にある江南とは1896年（明治29年） - 1951年（昭和26年）に存在した簸川郡の村名である。出雲市西新町3丁目の浅柄橋交差点（島根県道162号大社立久恵線交点） - 出雲市下古志町の下古志交差点間にバイパスがあり、これが全通したことにより島根県道337号出雲インター線と直結することになり、山陰自動車道 出雲ICとの出雲市内側からの接続が容易になった。
よく間違われるが、出雲市大津町の出雲商工会館前交差点は本路線の終点ではない。実際は、出雲市枝大津町が終点である。
かつては、出雲市今市町の日吉神社前交差点 - 出雲市塩冶町の島大東交差点間は、出雲市駅南口前・出雲アパレル前を経由するルート（出雲須佐などに向かう路線バスはこの区間を通行する）と、築山交差点・下沢を経由するルートの二通りに分かれていた。2021年（令和3年）4月1日に前者は出雲市に移管され、出雲市道F167号今市167号線となっている。後者は新規に整備されており、片側二車線の四車線道路となっている。

### 路線データ
- 起点：出雲市多伎町久村（国道9号交点）
- 終点：出雲市枝大津町（出雲市道1001号今市川跡日下線上）

## 歴史
- 1966年（昭和41年）3月29日 - 島根県告示第423号により認定される。

前身は国道9号である。
- 1969年（昭和44年）11月3日 - 沿線の簸川郡湖陵村・多伎村が町制施行したことにより起点の地名が簸川郡多伎村久村から簸川郡多伎町久村に変更される。
- 1972年（昭和47年）頃 - 現行の県道番号に変更される。
- 2005年（平成17年）3月22日 - 沿線の簸川郡湖陵町・多伎町が出雲市になったことにより全部分が出雲市域を通る路線になり、併せて起点の地名が変更される（簸川郡多伎町久村→出雲市多伎町久村）
- 2012年（平成24年）3月30日 出雲市西新町3丁目 - 出雲市下古志町間に建設されていたバイパスが完成、この日の午前10時より全線の供用が開始された[注釈 4]。
- 2021年（令和3年）4月1日 - 島根県告示第241号により、日吉神社前交差点 - 出雲市塩冶町の島大東交差点間のうち旧道の出雲市駅南口前・出雲アパレル前を経由するルートを出雲市に移管し、出雲市道F167号今市167号線となった[1]。

## 路線状況

### 重複区間
- 島根県道199号西出雲停車場線（出雲市東神西町・東神西交差点 - 出雲市知井宮町）
- 出雲市道1001号今市川跡日下線（出雲市大津町 - 出雲市枝大津町（終点））

### 道路施設

#### 橋梁
- 古志大橋（神戸川、出雲市古志町）

## 地理

### 通過する自治体
- 出雲市

### 交差する道路
| 交差する道路                                                            | 交差する場所 | 交差する場所         |
| ----------------------------------------------------------------------- | ------------ | -------------------- |
| 国道9号                                                                 | 多伎町久村   | 起点                 |
| 簸川南広域農道 / 出雲ロマン街道                                         | 多伎町久村   |                      |
| 島根県道39号湖陵掛合線                                                  | 湖陵町三部   | 三部交差点           |
| 島根県道199号西出雲停車場線 重複区間起点 島根県道337号出雲インター線    | 東神西町     | 東神西交差点         |
| 島根県道162号大社立久恵線                                               | 知井宮町     | 栄丁交差点           |
| 島根県道162号大社立久恵線                                               | 西新町3丁目  | 浅柄橋交差点         |
| 島根県道199号西出雲停車場線 重複区間終点                                | 知井宮町     |                      |
| 島根県道277号多伎江南出雲線 / バイパス                                  | 下古志町     | 下古志交差点         |
| 国道184号                                                               | 塩冶町（）   | 古志大橋東詰交差点   |
| 島根県道26号出雲三刀屋線 / バイパス                                     | 上塩冶町（） | 築山交差点           |
| 島根県道351号出雲路自転車道線 出雲市道1001号今市川跡日下線 重複区間起点 | 大津町       |                      |
| 国道184号                                                               | 大津町       | 出雲商工会館前交差点 |
| 出雲市道1001号今市川跡日下線 重複区間終点                               | 枝大津町     | 終点                 |

### 交差する鉄道
- 山陰本線
- 一畑電車北松江線

### 沿線
施設
- いづも大社カントリークラブ
- JR西日本山陰本線
  - 江南駅
  - 出雲神西駅（旧：神西駅→出雲大社口駅）
  - 西出雲駅（旧：知井宮駅）
  - 出雲市駅
- JR西日本後藤総合車両所出雲支所（JR西日本山陰本線 西出雲駅 - 出雲神西駅間に並行して設置）
- 出雲市立神戸川小学校
- 出雲西高等学校
- 島根大学医学部（旧：島根医科大学）
- 島根大学医学部附属病院
- 島根県立出雲工業高等学校
- 出雲地方合同庁舎
- 一畑電車北松江線
  - 電鉄出雲市駅
  - 出雲科学館パークタウン前駅（旧：大和紡前駅）
- 島根県立出雲高等学校
- 出雲科学館
- 出雲市立図書情報センター
- しまね花の郷

名所・旧跡・観光地
- 多伎いちじく温泉
- 中国自然歩道
- 宝塚古墳
- 上塩冶地蔵山古墳
- 上塩冶築山古墳
- 今市大念寺古墳